# Kirche Klinga

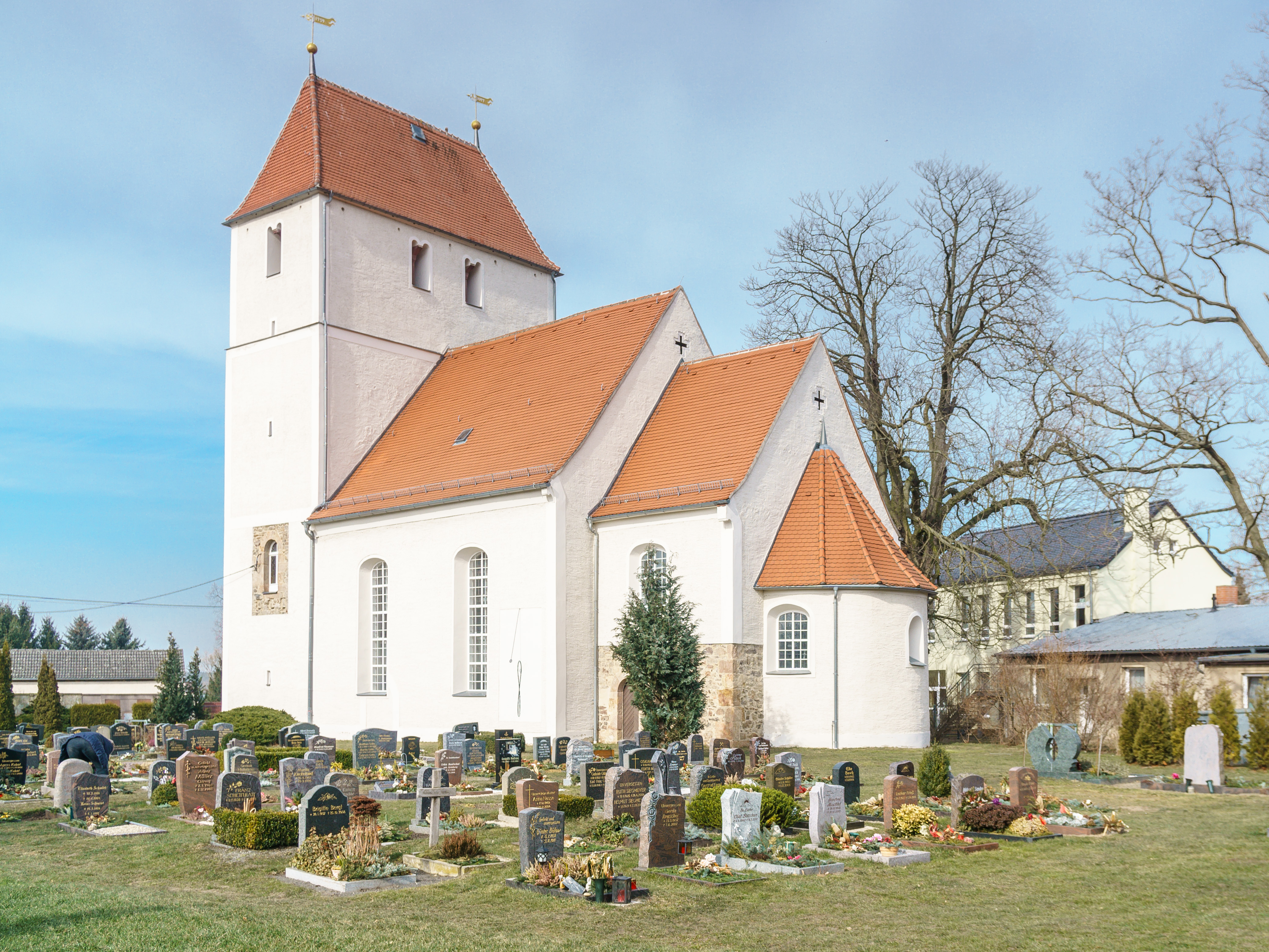
Kirche in Klinga (2018)

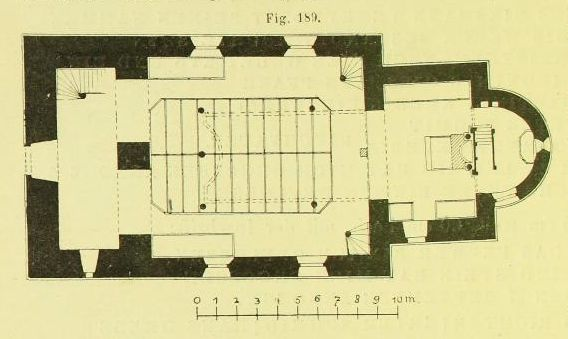
Grundriss (aus Gurlitt)

Die Kirche Klinga (auch Dorfkirche Klinga) ist ein Kirchengebäude der Evangelisch-Lutherischen Landeskirche Sachsens im Ortsteil Klinga der Gemeinde Parthenstein. Sie steht auf dem Friedhof des Ortes. Sie ist Filialkirche der Stadtkirche Naunhof und genießt Denkmalschutz.

## Geschichte
Der bisher nur geschätzte Erbauungszeitraum der Klingaer Kirche konnte durch im Jahr 2012 durchgeführte dendrochronologische Untersuchungen an Hölzern aus der Errichtungszeit auf die letzten beiden Jahrzehnte des 12. Jahrhunderts eingegrenzt werden. Damit gilt die Klingaer Kirche als eine der ältesten und am besten erhaltenen romanischen Dorfkirchen Sachsens. Im 14. bzw. 15. Jahrhundert wurden die Sakramentsnischen in der Apsis mit schmiedeeisernen Gittern angelegt.

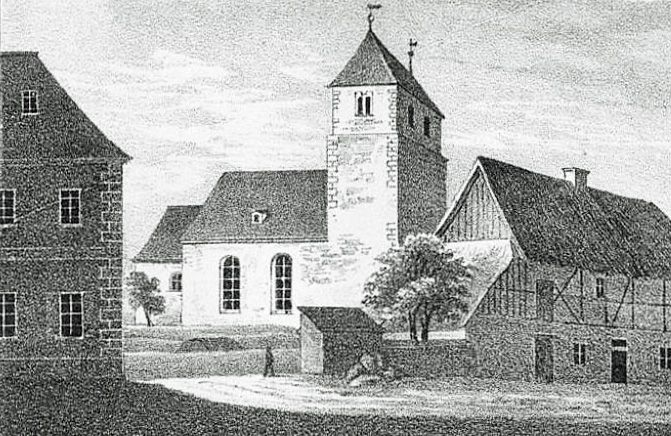
Die Kirche in Klinga um 1840

Die ersten dokumentierten Veränderungen sowohl am Baukörper als auch an der Inneneinrichtung erfolgten zwischen 1728 und 1744 und fallen im Wesentlichen in die Amtszeit des auch für Klinga zuständigen Naunhofer Pfarrers Christoph Gottfried Ungibauer  (1701–1758). Es wurden die Fenster vergrößert, der Nord- und Südeingang am Turm durch das Westportal ersetzt und nach der Westseite eine Kirchenuhr angebracht. Im Inneren entstand die noch erhaltene barocke Einrichtung. Die Emporen wurden errichtet, 1740 gestaltete der Leipziger Bildhauer Caspar Friedrich Löbelt (1687–1763) den Kanzelaltar und den Taufengel und schließlich schuf 1744 der Tauchaer Orgelbauer Christian Schmidt die Orgel.
1927 wurde die barocke Ausmalung des Kirchenraumes unter Leitung des Klingaer Kunstmalers Fritz Mehnert (1891–1932) restauriert und die Kirche am 30. Oktober 1927 wiedergeweiht. 1959 wurde im Kirchturm ein Gemeinderaum eingerichtet, 1961 der Innenanstrich erneuert. Nach der deutschen Wiedervereinigung wurde die Kirche saniert.

## Architektur

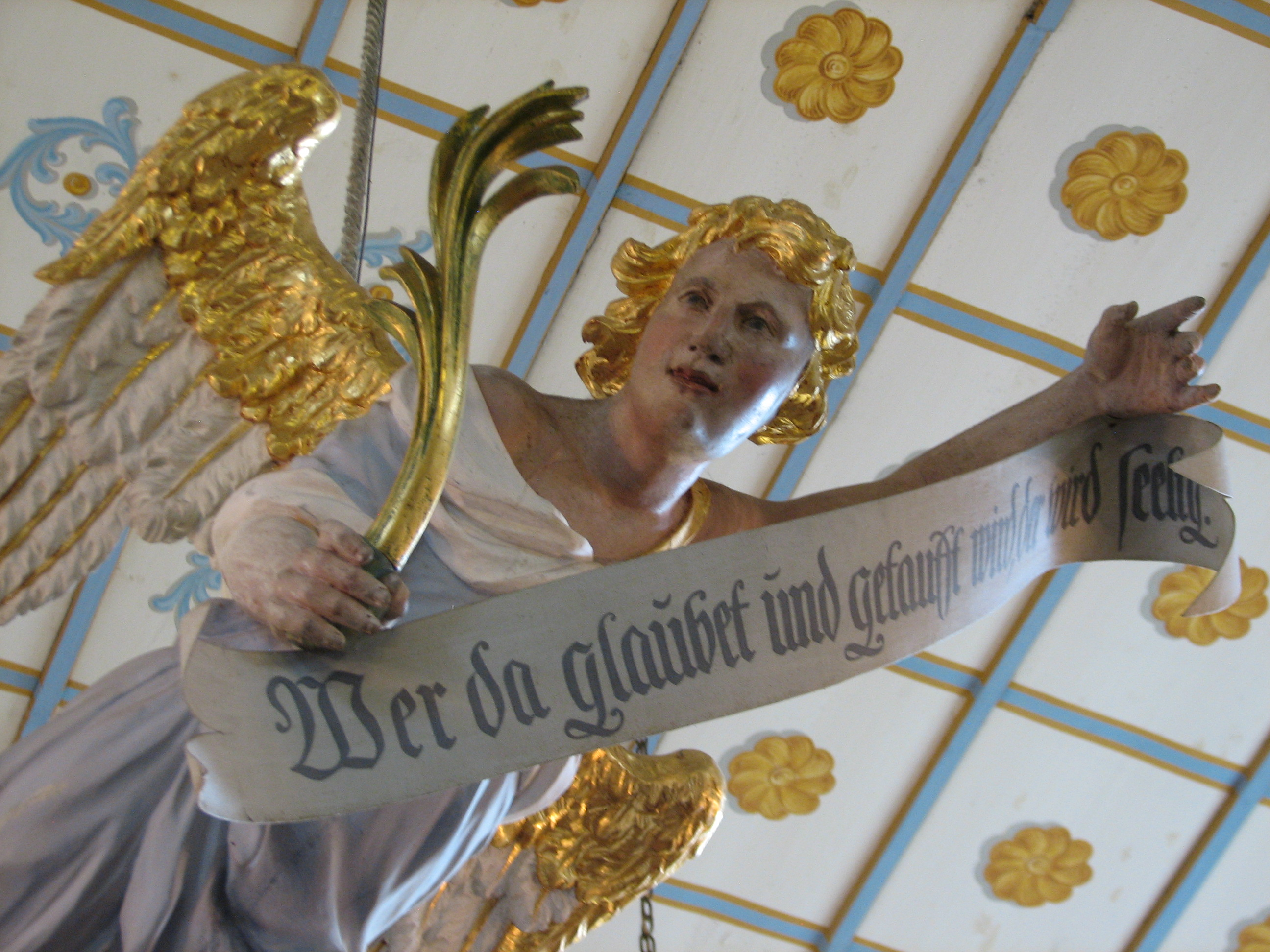
Engel im Altarraum mit Spruchband "Wer da glaubet und getaufft wird der wird seelig"

Die Kirche in Klinga ist ein verputzter Bruchsteinbau in vollständiger Anlage. Dem Langhaus schließt sich ein eingezogener rechteckiger Chor mit einer kleinen halbrunden Apsis an. Nach Westen steht ein Querturm über die volle Gebäudebreite. Die Länge der Kirche über alles beträgt 28 m, ihre Breite 12 m. Ihre Längsachse weicht von der Ostung etwa sieben Grad nach Süden ab.
Zugänge befinden sich an der Westseite des Turmes und an der Südseite des Chores. Die Fenster besitzen Korbbogen bis auf das östliche der Apsis mit einem Rundbogen aus der Erbauungszeit. Die Glockenstube im Turm weist sechs gekuppelte Rundbogenfenster auf, die durch Säulen mit wechselnden Kapitellen getrennt sind. Langhaus und Chor haben Satteldächer, der Turm ein Walmdach.
Langhaus und Chor sind innen flachgedeckt, der Letztere besitzt eine Kassettendecke. Die beiden Triumphbögen sitzen auf schlichten romanischen Kämpfergesimsen auf. Turmhalle und Langhaus sind durch zwei niedrige Rundbögen verbunden.

## Ausstattung

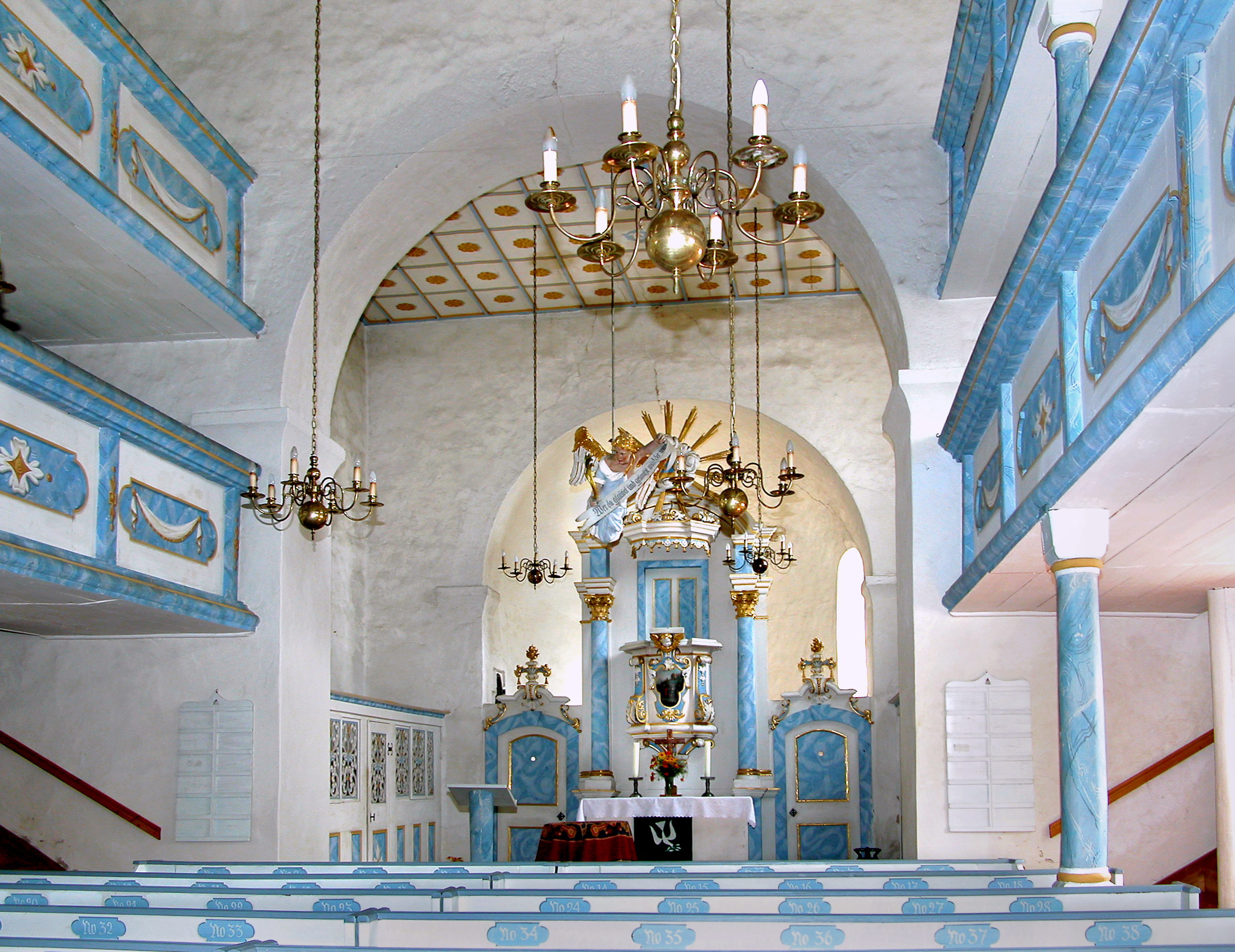
Innenraum nach Osten
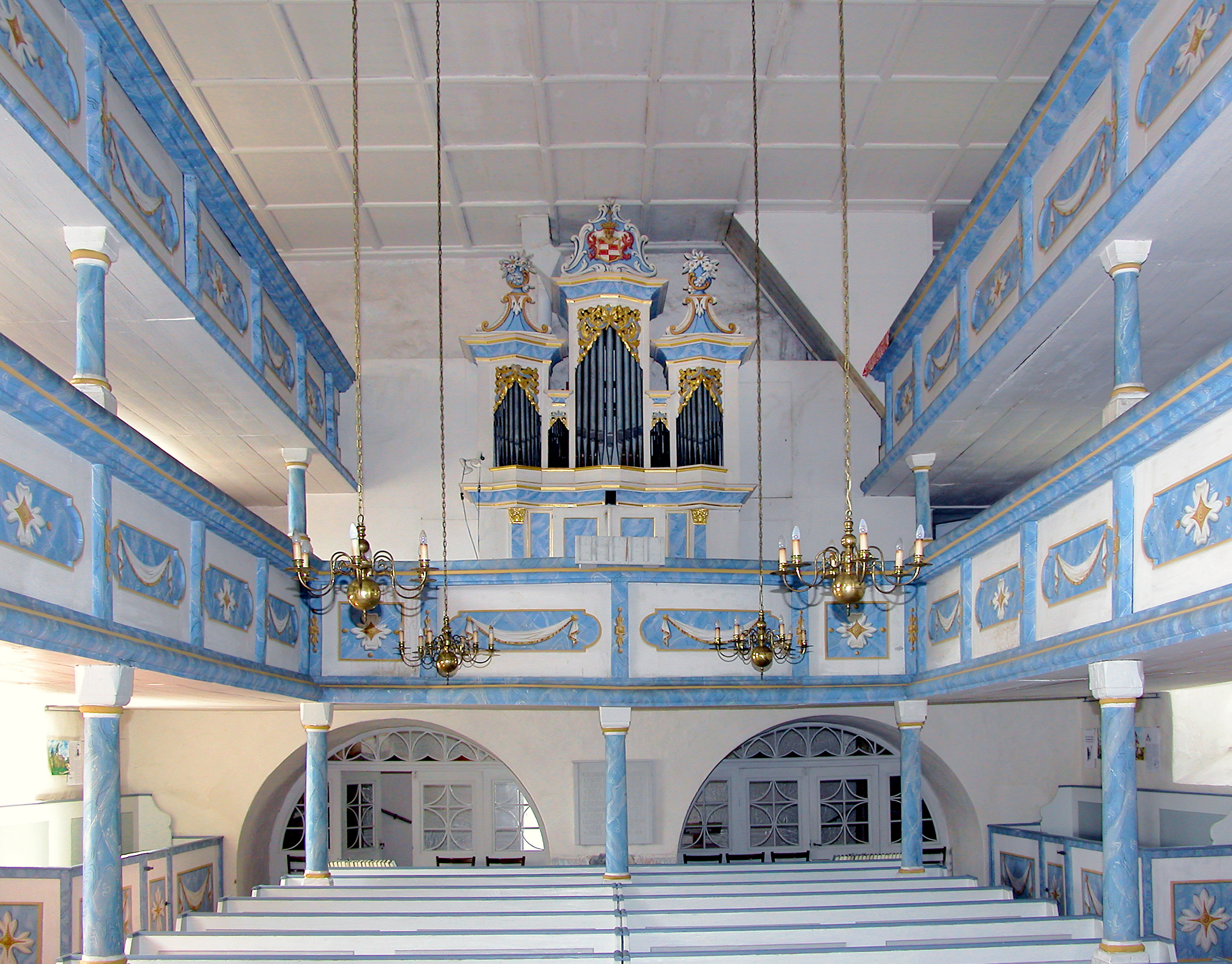
Innenraum nach Westen
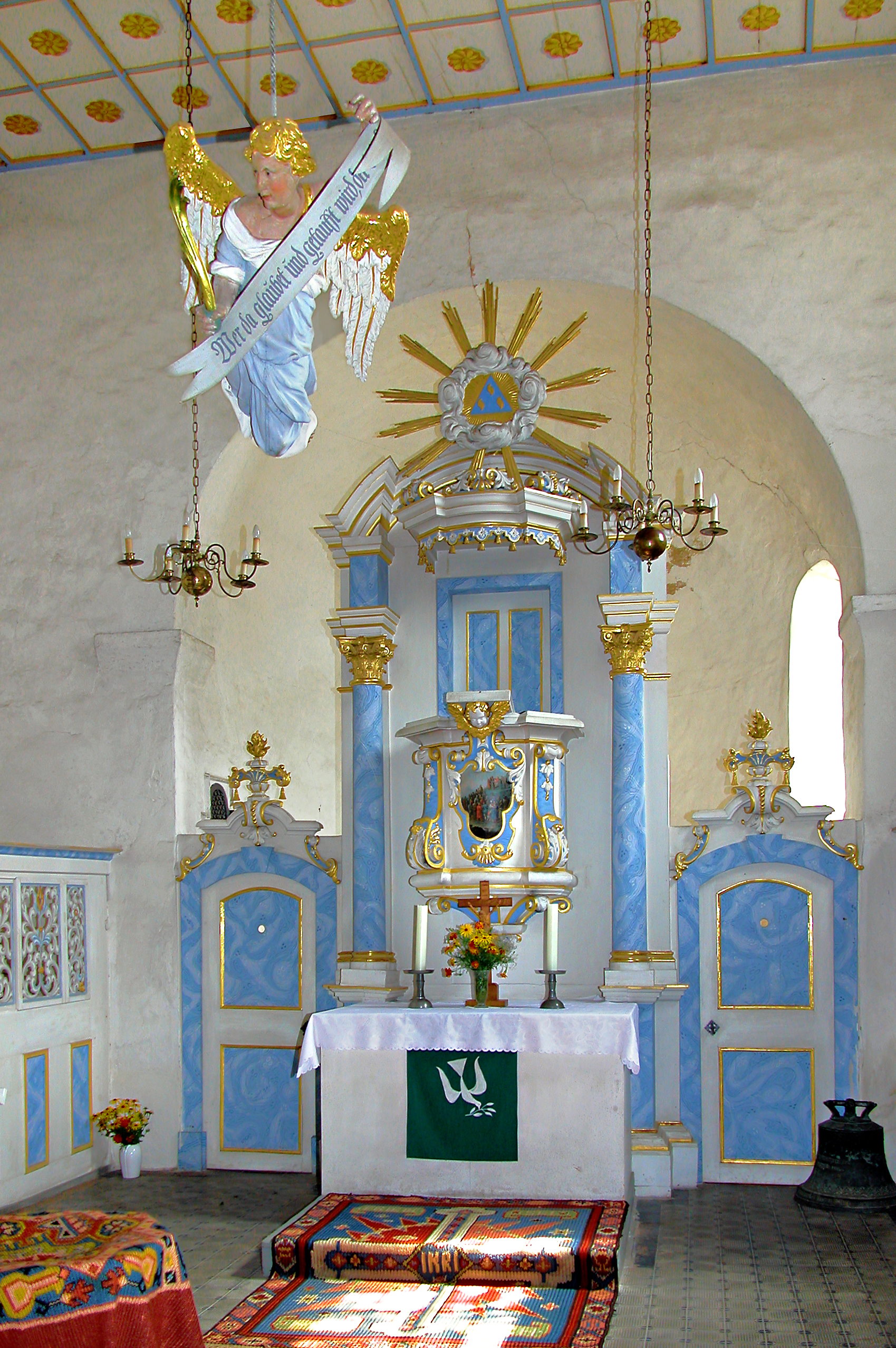
Kanzelaltar und Taufengel
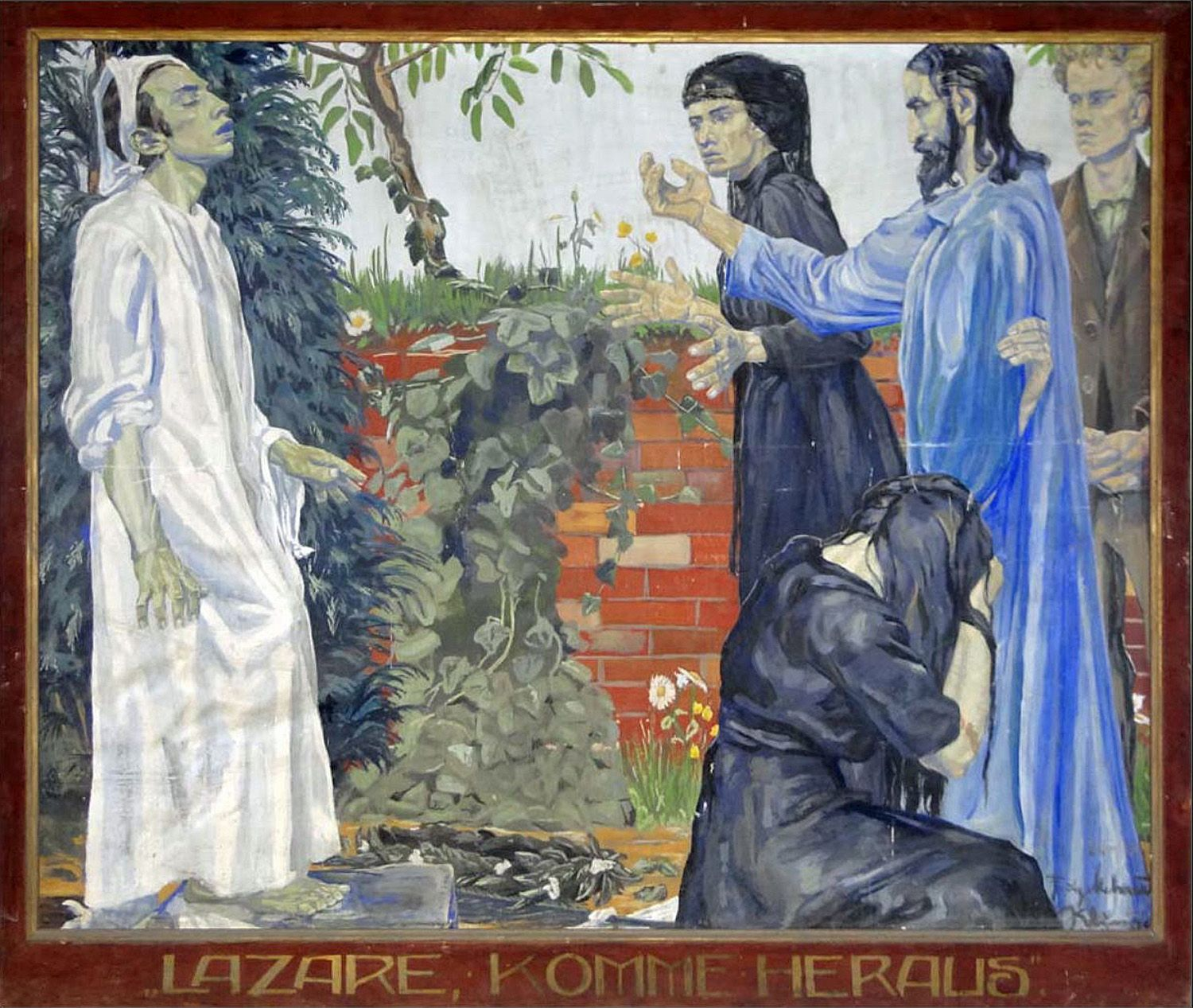
Die Erweckung des Lazarus (1911)

An der Innenausstattung der Kirche fällt zuerst die durchgehende Farbgebung in Blau, Weiß und Gold ins Auge. Das betrifft sowohl den Altar, die Bänke, die Galerien als auch die Orgel.
Am Altar im Rundbogen zwischen Chor und Apsis befindet sich die Kanzel zwischen zwei Säulen mit vergoldeten Basen und   Kapitellen. Der Kanzelkorb ist mit Simsen und Voluten geschmückt, Im Zentrum steht eine bildliche Darstellung der Bergpredigt. Nach oben abgeschlossen wird der Altar durch einen Schalldeckel und dem Dreifaltigkeitssymbol in einem   Wolken- und Strahlenkranz. Zwei symmetrisch angelegte Türen verschließen den Zugang zur Apsis, von der aus der Altar begangen werden kann.
Vor dem Altar hängt über einem steinernen Taufbecken eine Engelsfigur, ein sogenannter Taufengel. Dieser trug bis in die Mitte des 19. Jahrhunderts in einer Hand die Taufschale und wurde zum Taufvorgang an einem Seil herabgelassen. Danach erhielt er statt der Schale einen Palmzweig und ein Spruchband und dient nur noch zur Zierde. Ein danach benutztes hölzernes Taufgestell ist inzwischen durch das steinerne Taufbecken ersetzt worden. Der Klingaer Taufengel weist eine Besonderheit auf: er hat nur eine weibliche Brust.
Der Kirchenraum ist an drei Seiten von Emporen umgeben, die an den Längsseiten zweistöckig sind. Die Westempore trägt die Orgel. Über dem linken Patronatsgestühl im Chor hängt das Bild „Die Erweckung des Lazarus“, das Fritz Mehnert als Zwanzigjähriger schuf.
Orgel
1743 erhielt der Tauchaer Orgelbauer Christian Schmidt den Auftrag zum Bau einer Orgel in der Kirche zu Klinga, die er im Folgejahr fertigstellte. Er baute ein Instrument mit elf Registern auf einem Manual und Pedal. Das erhaltene Orgelprospekt zeigt die typischen barocken Merkmale und wird gekrönt vom Wappen derer von Ponickau, der in Pomßen residierenden Patronatsfamilie der Klingaer Kirche.
1755 nahm  Wilhelm  Hellermann aus Querfurt eine klangliche Veränderung der Orgel vor.  Die aktuelle Disposition der Orgel stammt von 1942 von Alfred Schmeisser. Eine Reparatur fand 1961 durch die Firma Hermann Lahmann (Leipzig) statt. 2020/21 wurde die Orgel durch die Firma Orgelbau Frank Peiter, Pockau-Lengefeld grundlegende überholt und dabei die folgende Disposition gewählt.
| I Manual C–c3 |                 |    |
| 1.            | Principal       | 4' |
| 2.            | Viola di Gamba0 | 8′ |
| 3.            | Gedackt         | 8′ |
| 4.            | Flauto          | 8′ |
| 5.            | Gedackt         | 4′ |
| 6.            | Nasat           | 3′ |
| 7.            | Octave          | 2′ |
| 8.            | Mixtur III      |    |
|               | Zimbelstern     |    |

| Pedal C–d1 |               |     |
| 09.        | Subbass       | 16′ |
| 10.        | Violinbass    | 08′ |
| 11.        | Trompetenbass | 08′ |

- Koppeln: I/P (schaltbar)

Geläut

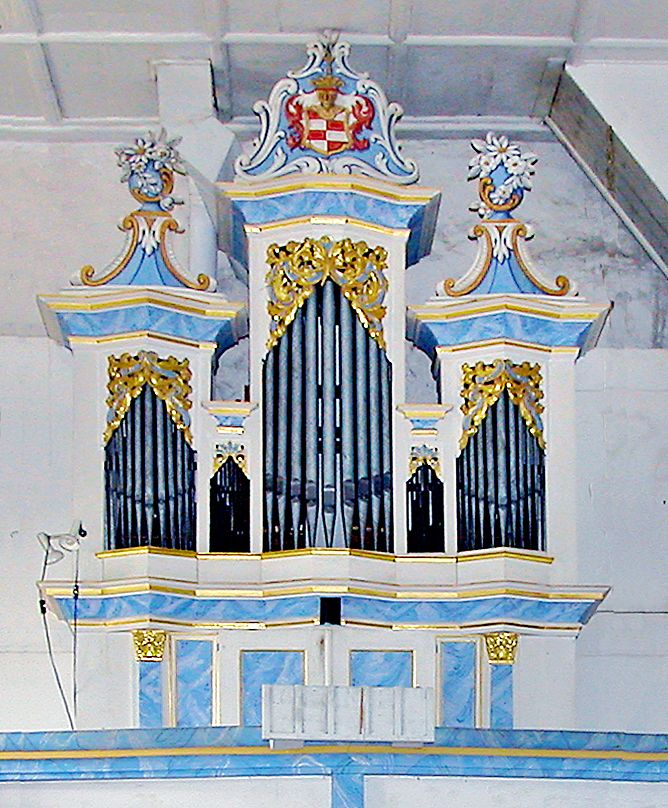
Die Orgel

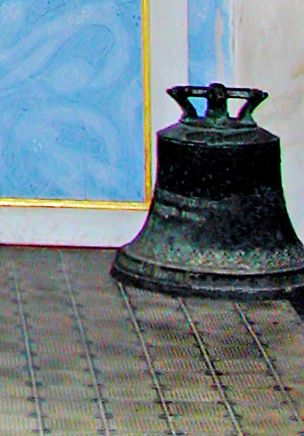
Glocke von 1884 im Altarraum

1883 schlug ein Blitz im Turm ein und beschädigte eine der drei Glocken von 1542 und  1718. Daraufhin entschloss man sich, alle drei Glocken umzugießen, was 1884 in der Leipziger Glockengießerei Jauck geschah. Im Juni 1917 wurden die beiden großen Glocken für Kriegszwecke beschlagnahmt und eingeschmolzen. 1928 kamen drei neue Glocken aus der Glockengießer-Firma Schilling in Apolda. Sie fielen der Metallspende des deutschen Volkes von 1940 zum Opfer.
Erst 1967 bekam die Kirche ein neues und jetzt noch betriebenes Glockengeläut. Es sind vier schmucklose Glocken aus Eisenhartguss. Sie stammen von der Kooperationsfirma Schilling & Lattermann. Sie besitzen die Disposition: e1 – g1 – a1 – c2.
Die kleine Bronzeglocke der Firma Jauck von 1884 ist erhalten und steht als museales Objekt im Altarraum der Kirche.

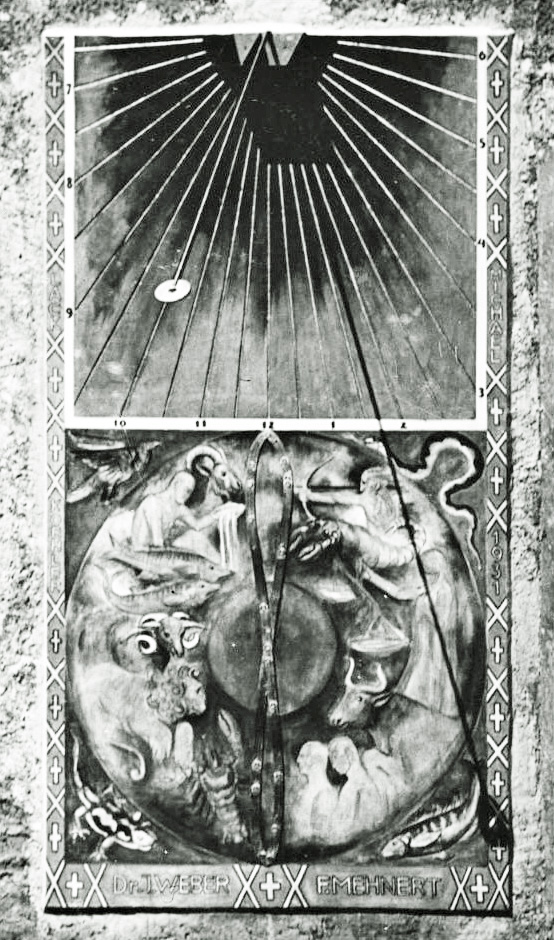
Sonnenuhr 1931
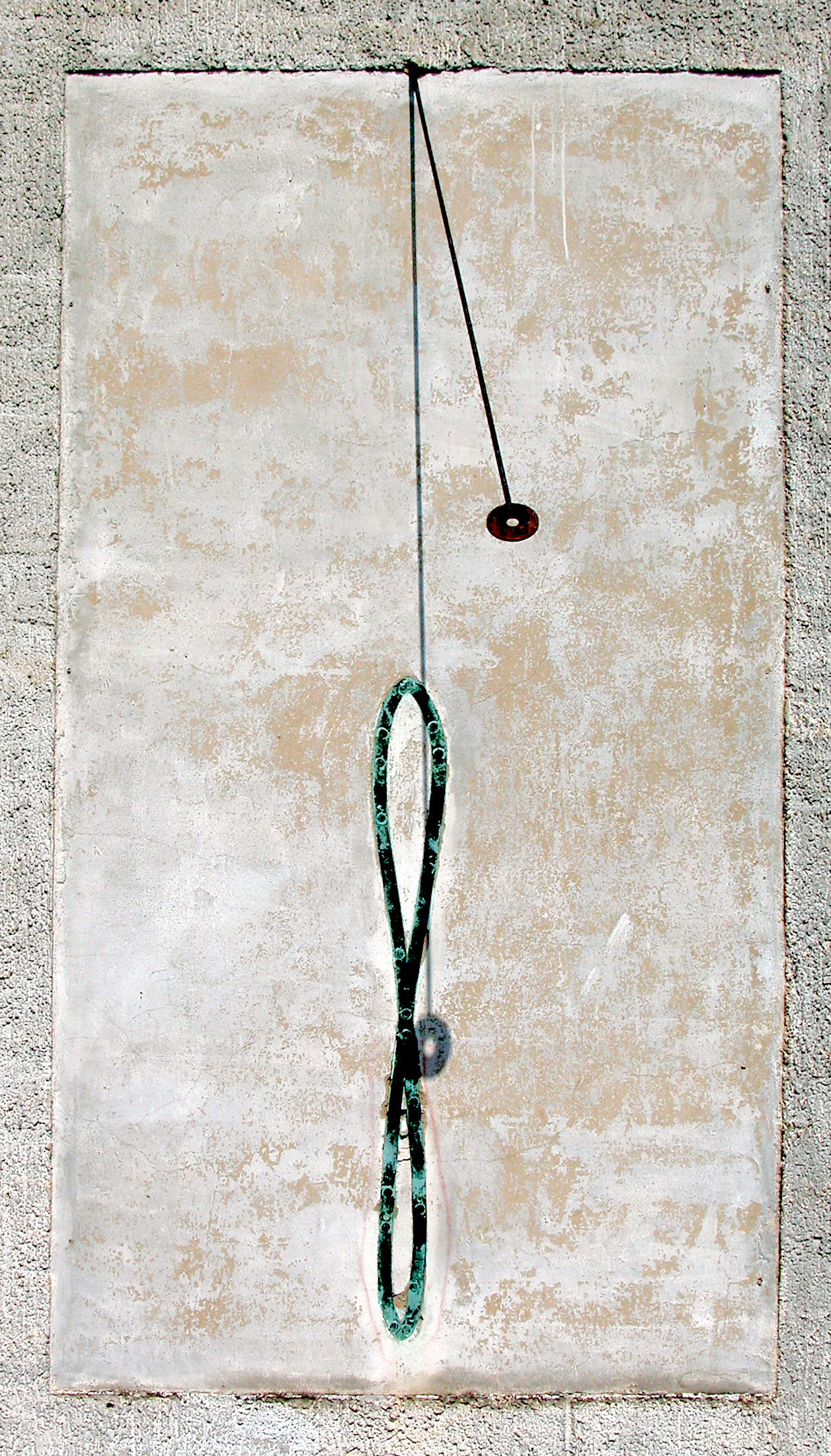
Verbliebene Mittagslinie

Sonnenuhr
1931 wurde an der Südseite der Kirche eine Sonnenuhr angebracht, die in ihrem oberen Teil die übliche Zeitanzeige mit ihren jahreszeitlichen Abweichungen aufwies. Die untere Hälfte enthielt einen Mittagsweiser. Durch einen Ring am Ende des Stabs der Sonnenuhr entsteht bei Sonne auf dem unteren Teil eine Lichtmarkierung. Zum täglichen Höchststand der Sonne entspricht diese Markierung dem wahren Mittag (= Meridiandurchgang). Wegen der Neigung der Erdachse und der elliptischen Form der Erdbahn wandert dieser Mittagspunkt über das Jahr. Sein Verlauf beschreibt eine flache Acht. Eine ähnliche Kurve erhält man, wenn man den Lichtpunkt genau 12 Uhr MEZ markiert. Eine solche Mittagskurve wurde als Kupferband im unteren Teil der Klingaer Sonnenuhr angebracht. Jedes Mal, wenn der Lichtmarker auf diesen Streifen fällt, ist es also 12 Uhr. Um diese Kurve waren 1931 durch Fritz Mehnert die Tierkreiszeichen dargestellt worden, in welchen sich die Sonne in diesem Zeitraum befand. Sonnenuhr und Tierkreiszeichen sind längst verwittert, aber die Mittagslinie  aus Lichtmarker und Kupferband funktioniert noch und zeigt das ganze Jahr über, wenigstens einmal am Tag, dafür aber die genaue Zeit.